# Banc de verrier
Pour les articles homonymes, voir Banc.

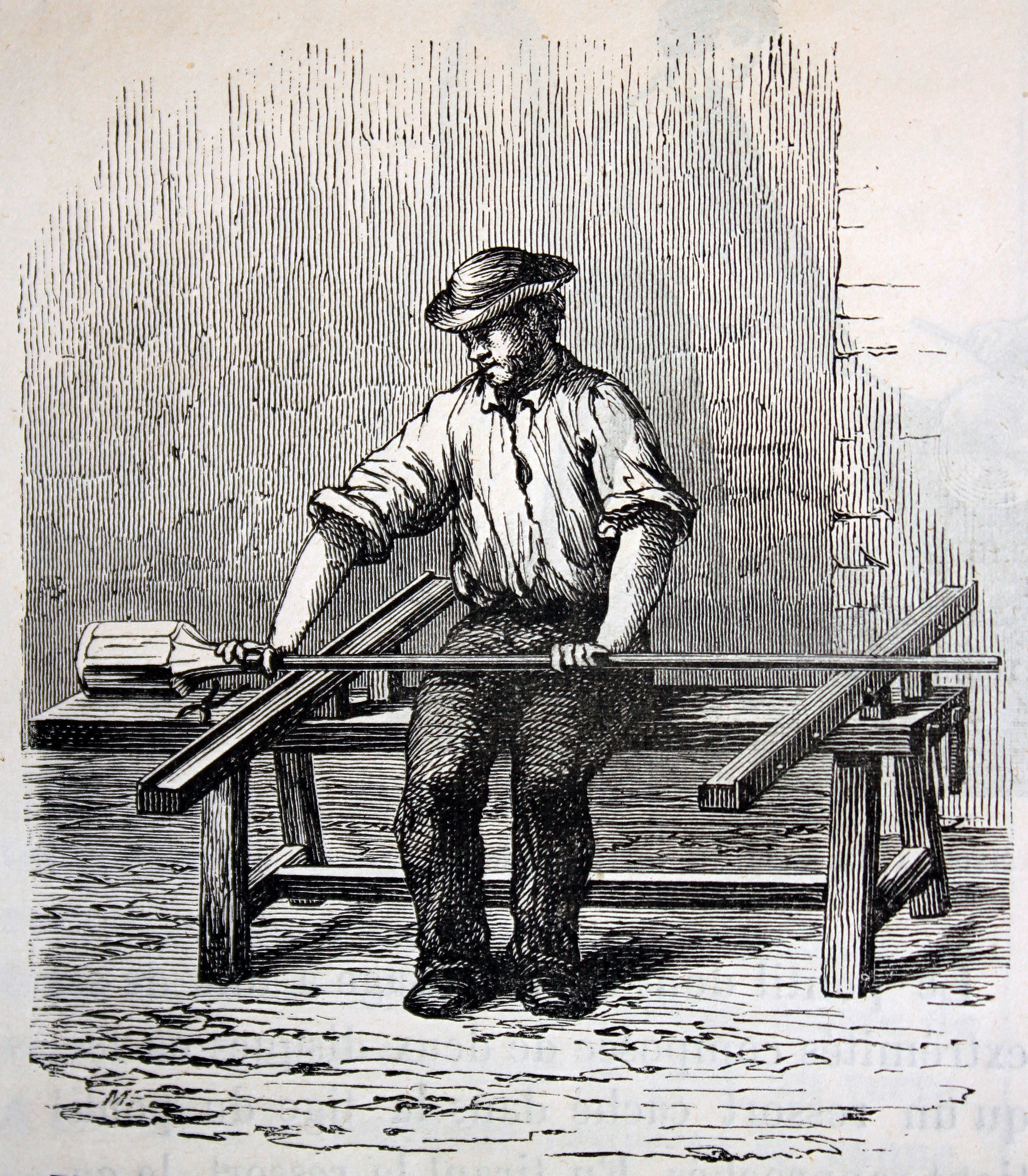
« Fabrication d'une carafe. Le verrier assis sur son banc », gravure de 1873.

Le banc de verrier est une sorte de banc flanqué de part et d'autre d'une barre métallique horizontale (une « bardelle »), où s'assied le verrier. Il y pose sa canne et la fait rouler devant lui. Le verrier donne ainsi sa forme au verre en fusion en le roulant sur le marbre et en le soufflant avec sa canne.

## Galerie

Banc de verrier dans l'Encyclopédie de Diderot & d'Alembert, seconde moitié du XVIIIe siècle.
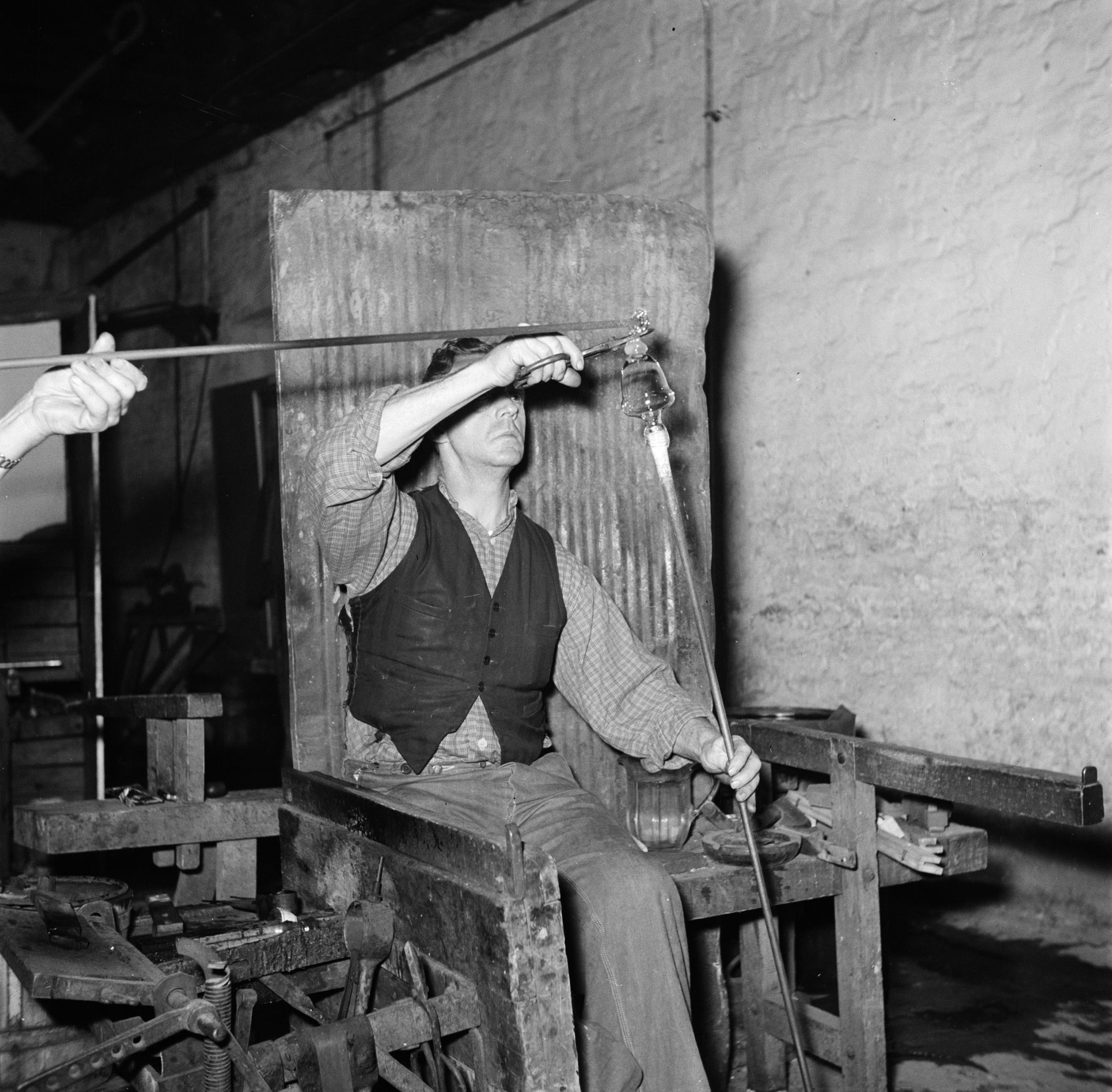
Banc de verrier en 1954 au Danemark
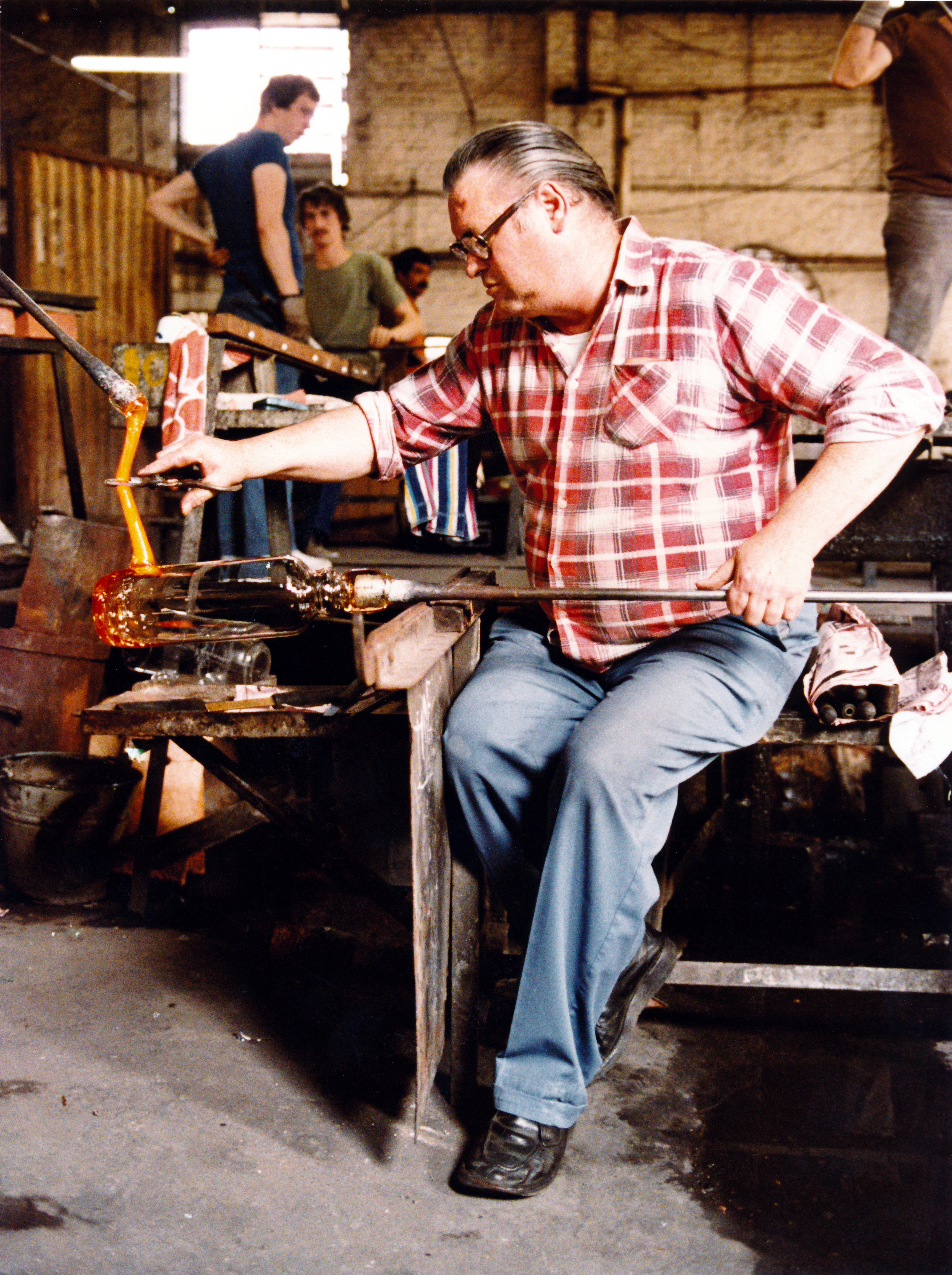
Banc de verrier du chef de place de l'ancienne cristallerie de Boussu (1983).
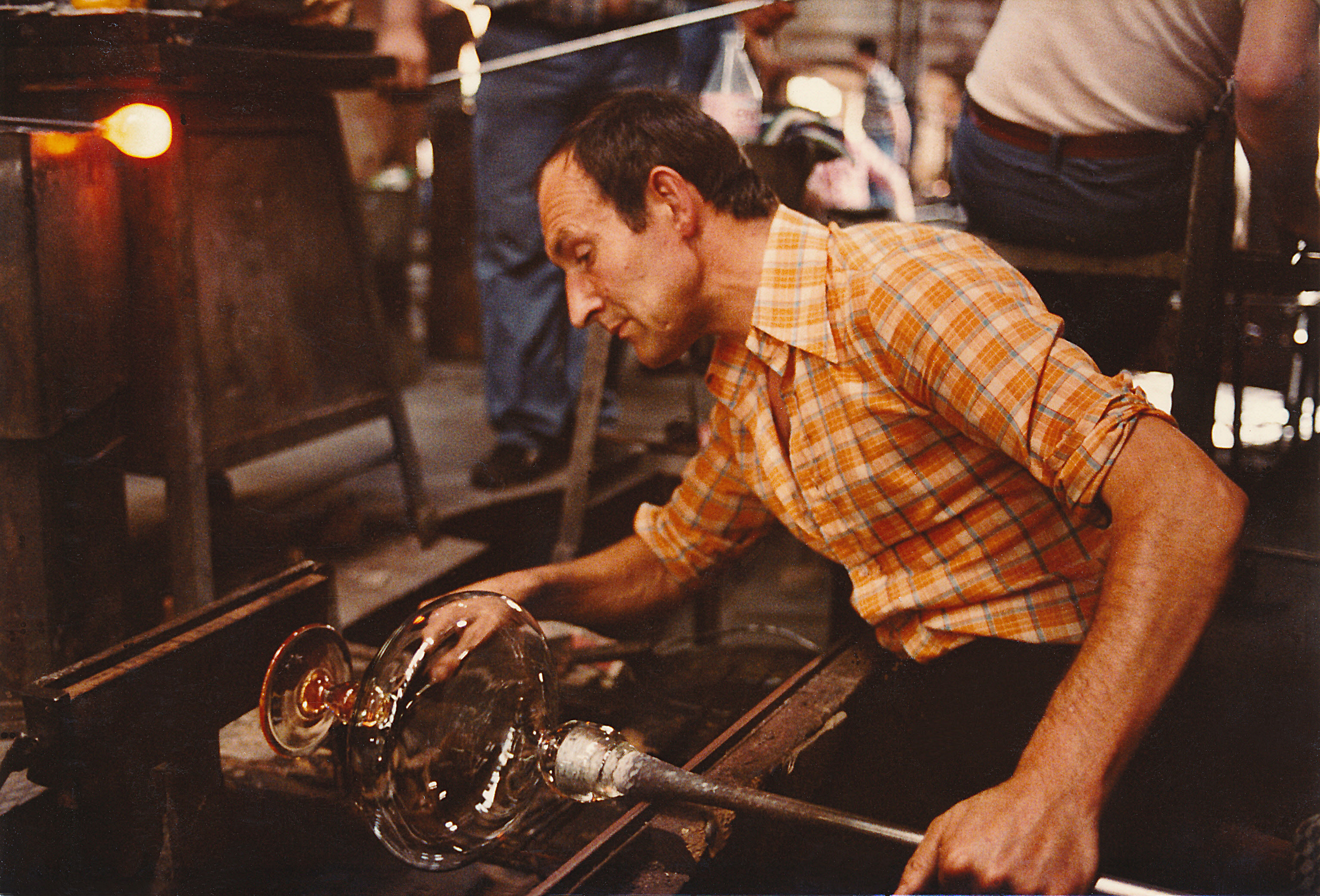
Banc de verrier du second souffleur de l'ancienne cristallerie de Boussu (1983).
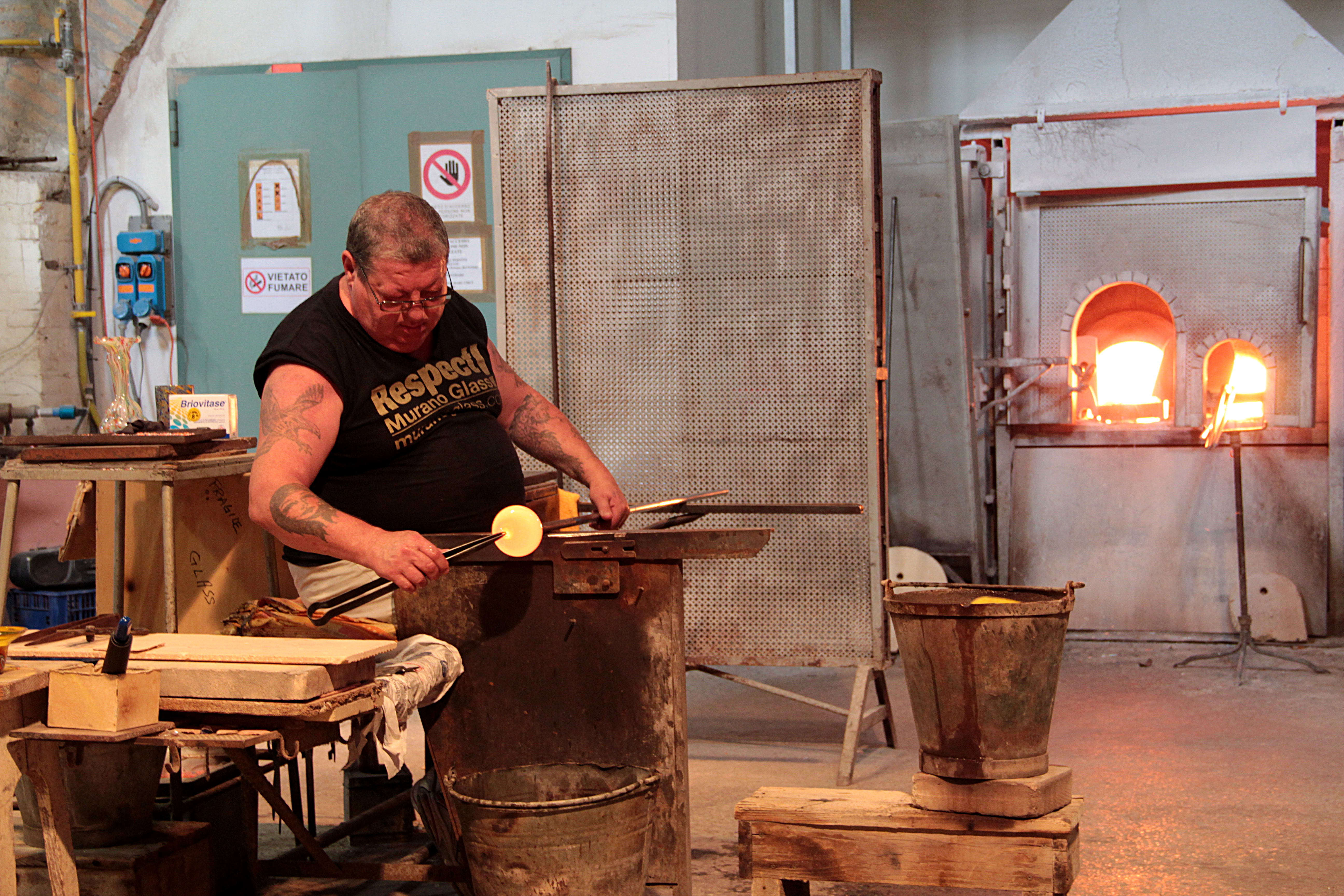
Banc de verrier à Murano (2014).
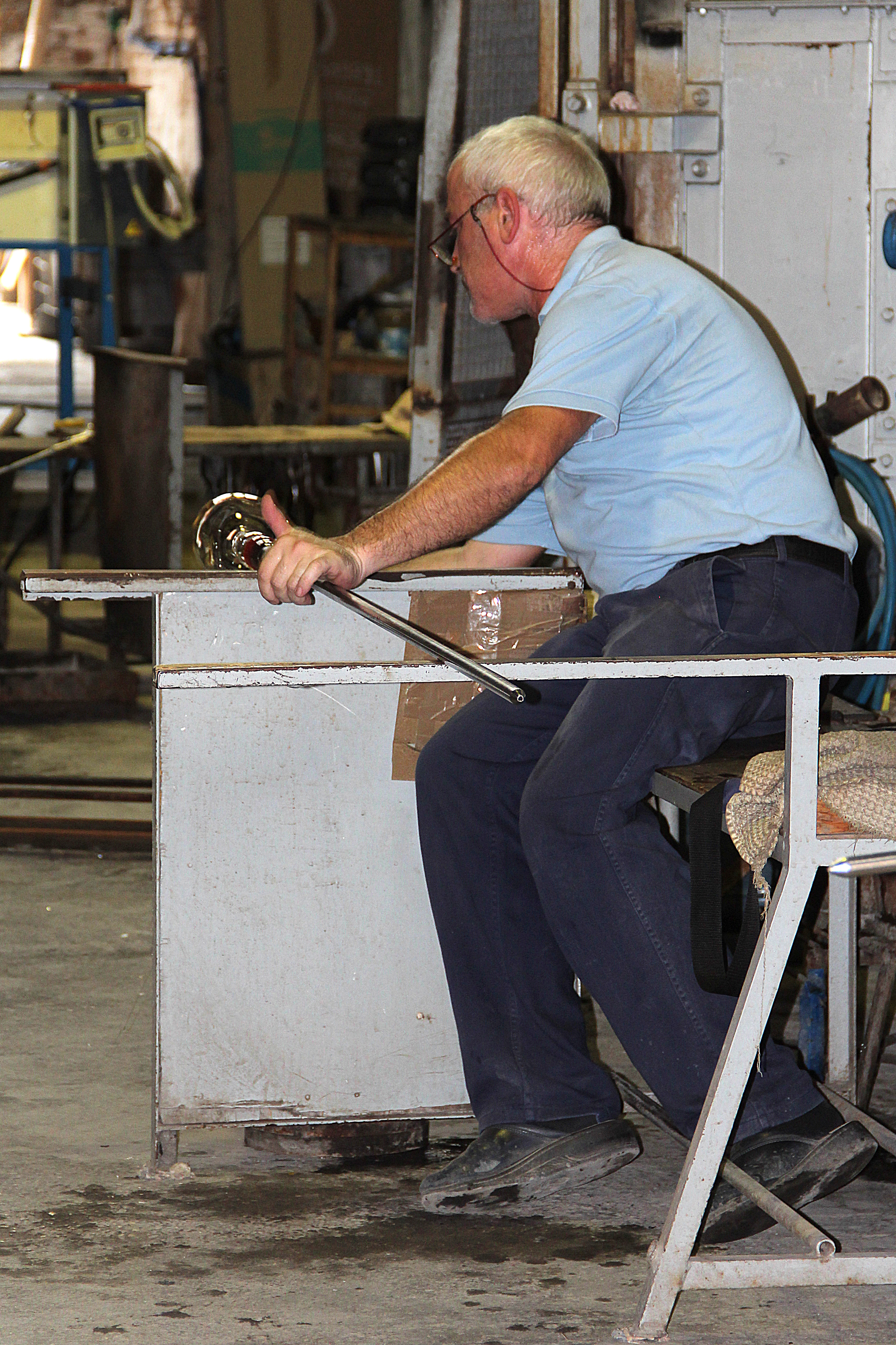
Banc de verrier à Murano (2014).